# 11e étape du Tour d'Italie 2017
Pour un article plus général, voir Tour d'Italie 2017.
La 11e étape du Tour d'Italie 2017 se déroule le mercredi 17 mai 2017, entre Florence et Bagno di Romagna sur une distance de 161 km.

## Résultats

### Classement de l'étape
| \| Classement de l'étape \| Classement de l'étape \| Classement de l'étape \| Classement de l'étape \| Classement de l'étape \| \| Coureur \| Coureur \| Pays \| Équipe \| Temps \| \| --------------------- \| --------------------- \| --------------------- \| --------------------- \| --------------------- \| \| 1er \| Omar Fraile \| Espagne \| Dimension Data \| 4 h 23 min 14 s \| \| 2e \| Rui Costa \| Portugal \| UAE Team Emirates \| + 0 s \| \| 3e \| Pierre Rolland \| France \| Cannondale-Drapac \| + 0 s \| \| 4e \| Tanel Kangert \| Estonie \| Astana \| + 0 s \| \| 5e \| Giovanni Visconti \| Italie \| Bahrain-Merida \| + 0 s \| \| 6e \| Ben Hermans \| Belgique \| BMC Racing Team \| + 0 s \| \| 7e \| Dario Cataldo \| Italie \| Astana \| + 0 s \| \| 8e \| Simone Petilli \| Italie \| UAE Team Emirates \| + 0 s \| \| 9e \| Maxime Monfort \| Belgique \| Lotto-Soudal \| + 3 s \| \| 10e \| Laurens De Plus \| Belgique \| Quick-Step Floors \| + 3 s \| |                   |          |                   |                 |
| |                   |          |                   |                 |
| Source : ProCyclingStats |                   |          |                   |                 |
| Classement de l'étape |                   |          |                   |                 |
| Coureur | Coureur           | Pays     | Équipe            | Temps           |
| 1er | Omar Fraile       | Espagne  | Dimension Data    | 4 h 23 min 14 s |
| 2e | Rui Costa         | Portugal | UAE Team Emirates | + 0 s           |
| 3e | Pierre Rolland    | France   | Cannondale-Drapac | + 0 s           |
| 4e | Tanel Kangert     | Estonie  | Astana            | + 0 s           |
| 5e | Giovanni Visconti | Italie   | Bahrain-Merida    | + 0 s           |
| 6e | Ben Hermans       | Belgique | BMC Racing Team   | + 0 s           |
| 7e | Dario Cataldo     | Italie   | Astana            | + 0 s           |
| 8e | Simone Petilli    | Italie   | UAE Team Emirates | + 0 s           |
| 9e | Maxime Monfort    | Belgique | Lotto-Soudal      | + 3 s           |
| 10e | Laurens De Plus   | Belgique | Quick-Step Floors | + 3 s           |

### Points attribués
|   | Cycliste           | Nat     | Équipe         | Pts | Bonif |
| - | ------------------ | ------- | -------------- | --- | ----- |
| 1 | Igor Antón         | Espagne | Dimension Data | 8   | 3 s   |
| 2 | José Joaquín Rojas | Espagne | Movistar       | 4   | 2 s   |
| 3 | Tomasz Marczyński  | Pologne | Lotto-Soudal   | 1   | 1 s   |

|   | Cycliste      | Nat     | Équipe           | Pts | Bonif |
| - | ------------- | ------- | ---------------- | --- | ----- |
| 1 | Mikel Landa   | Espagne | Sky              | 8   | 3 s   |
| 2 | Omar Fraile   | Espagne | Dimension Data   | 4   | 2 s   |
| 3 | Hubert Dupont | France  | AG2R La Mondiale | 1   | 1 s   |

| - Sprint final de Bagno di Romagna (km 161) \| \| Cycliste \| Nat \| Équipe \| Points \| Bonif \| \| -- \| ----------------- \| -------- \| ----------------- \| ------ \| ----- \| \| 1 \| Omar Fraile \| Espagne \| Dimension Data \| 15 \| 10 s \| \| 2 \| Rui Costa \| Portugal \| UAE Emirates \| 12 \| 6 s \| \| 3 \| Pierre Rolland \| France \| Cannondale-Drapac \| 9 \| 4 s \| \| 4 \| Tanel Kangert \| Estonie \| Astana \| 7 \| \| \| 5 \| Giovanni Visconti \| Italie \| Bahrain-Merida \| 6 \| \| \| 6 \| Ben Hermans \| Belgique \| BMC Racing \| 5 \| \| \| 7 \| Dario Cataldo \| Italie \| Astana \| 4 \| \| \| 8 \| Simone Petilli \| Italie \| UAE Emirates \| 3 \| \| \| 9 \| Maxime Monfort \| Belgique \| Lotto-Soudal \| 2 \| \| \| 10 \| Laurens De Plus \| Belgique \| Quick-Step Floors \| 1 \| \| |                   |          |                   |        |       |
| | Cycliste          | Nat      | Équipe            | Points | Bonif |
| 1 | Omar Fraile       | Espagne  | Dimension Data    | 15     | 10 s  |
| 2 | Rui Costa         | Portugal | UAE Emirates      | 12     | 6 s   |
| 3 | Pierre Rolland    | France   | Cannondale-Drapac | 9      | 4 s   |
| 4 | Tanel Kangert     | Estonie  | Astana            | 7      |       |
| 5 | Giovanni Visconti | Italie   | Bahrain-Merida    | 6      |       |
| 6 | Ben Hermans       | Belgique | BMC Racing        | 5      |       |
| 7 | Dario Cataldo     | Italie   | Astana            | 4      |       |
| 8 | Simone Petilli    | Italie   | UAE Emirates      | 3      |       |
| 9 | Maxime Monfort    | Belgique | Lotto-Soudal      | 2      |       |
| 10 | Laurens De Plus   | Belgique | Quick-Step Floors | 1      |       |

### Cols et côtes
|   | Cycliste           | Pays     | Équipe            | Points |
| - | ------------------ | -------- | ----------------- | ------ |
| 1 | Laurens De Plus    | Belgique | Quick-Step Floors | 15     |
| 2 | Igor Antón         | Espagne  | Dimension Data    | 8      |
| 3 | Omar Fraile        | Espagne  | Dimension Data    | 6      |
| 4 | Rubén Plaza        | Espagne  | Orica-Scott       | 4      |
| 5 | José Joaquín Rojas | Espagne  | Movistar          | 2      |
| 6 | Ivan Rovny         | Russie   | Gazprom-RusVelo   | 1      |

|   | Cycliste        | Pays     | Équipe            | Points |
| - | --------------- | -------- | ----------------- | ------ |
| 1 | Omar Fraile     | Espagne  | Dimension Data    | 7      |
| 2 | Mikel Landa     | Espagne  | Sky               | 4      |
| 3 | Pierre Rolland  | France   | Cannondale-Drapac | 2      |
| 4 | Laurens De Plus | Belgique | Quick-Step Floors | 1      |

|   | Cycliste        | Pays     | Équipe            | Points |
| - | --------------- | -------- | ----------------- | ------ |
| 1 | Omar Fraile     | Espagne  | Dimension Data    | 7      |
| 2 | Mikel Landa     | Espagne  | Sky               | 4      |
| 3 | Laurens De Plus | Belgique | Quick-Step Floors | 2      |
| 4 | Pierre Rolland  | France   | Cannondale-Drapac | 1      |

|   | Cycliste        | Pays     | Équipe            | Points |
| - | --------------- | -------- | ----------------- | ------ |
| 1 | Omar Fraile     | Espagne  | Dimension Data    | 15     |
| 2 | Pierre Rolland  | France   | Cannondale-Drapac | 8      |
| 3 | Rui Costa       | Portugal | UAE Emirates      | 6      |
| 4 | Laurens De Plus | Belgique | Quick-Step Floors | 4      |
| 5 | Dario Cataldo   | Italie   | Astana            | 2      |
| 6 | Tanel Kangert   | Estonie  | Astana            | 1      |

## Classements à l'issue de l'étape

### Classement général
| \| Classement général \| Classement général \| Classement général \| Classement général \| Classement général \| \| Coureur \| Coureur \| Pays \| Équipe \| Temps \| \| ------------------ \| ------------------ \| ------------------ \| ------------------ \| ------------------ \| \| 1er \| Tom Dumoulin \| Pays-Bas \| Team Sunweb \| 47 h 22 min 07 s \| \| 2e \| Nairo Quintana \| Colombie \| Movistar Team \| + 2 min 23 s \| \| 3e \| Bauke Mollema \| Pays-Bas \| Trek-Segafredo \| + 2 min 38 s \| \| 4e \| Thibaut Pinot \| France \| FDJ \| + 2 min 40 s \| \| 5e \| Vincenzo Nibali \| Italie \| Bahrain-Merida \| + 2 min 47 s \| \| 6e \| Andrey Amador \| Costa Rica \| Movistar Team \| + 3 min 05 s \| \| 7e \| Bob Jungels \| Luxembourg \| Quick-Step Floors \| + 3 min 56 s \| \| 8e \| Tanel Kangert \| Estonie \| Astana \| + 3 min 59 s \| \| 9e \| Domenico Pozzovivo \| Italie \| AG2R La Mondiale \| + 4 min 05 s \| \| 10e \| Ilnur Zakarin \| Russie \| Katusha-Alpecin \| + 4 min 17 s \| |                    |            |                   |                  |
| |                    |            |                   |                  |
| Source : ProCyclingStats |                    |            |                   |                  |
| Classement général |                    |            |                   |                  |
| Coureur | Coureur            | Pays       | Équipe            | Temps            |
| 1er | Tom Dumoulin       | Pays-Bas   | Team Sunweb       | 47 h 22 min 07 s |
| 2e | Nairo Quintana     | Colombie   | Movistar Team     | + 2 min 23 s     |
| 3e | Bauke Mollema      | Pays-Bas   | Trek-Segafredo    | + 2 min 38 s     |
| 4e | Thibaut Pinot      | France     | FDJ               | + 2 min 40 s     |
| 5e | Vincenzo Nibali    | Italie     | Bahrain-Merida    | + 2 min 47 s     |
| 6e | Andrey Amador      | Costa Rica | Movistar Team     | + 3 min 05 s     |
| 7e | Bob Jungels        | Luxembourg | Quick-Step Floors | + 3 min 56 s     |
| 8e | Tanel Kangert      | Estonie    | Astana            | + 3 min 59 s     |
| 9e | Domenico Pozzovivo | Italie     | AG2R La Mondiale  | + 4 min 05 s     |
| 10e | Ilnur Zakarin      | Russie     | Katusha-Alpecin   | + 4 min 17 s     |

### Classement du meilleur jeune
| Classement du meilleur jeune | Classement du meilleur jeune | Classement du meilleur jeune | Classement du meilleur jeune | Classement du meilleur jeune |
|                              | Coureur                      | Pays                         | Équipe                       | Temps                        |
| ---------------------------- | ---------------------------- | ---------------------------- | ---------------------------- | ---------------------------- |
| 1er                          | Bob Jungels                  | Luxembourg                   | Quick-Step Floors            | en 47 h 26 min 3 s           |
| 2e                           | Davide Formolo               | Italie                       | Cannondale-Drapac            | + 2 min 23 s                 |
| 3e                           | Adam Yates                   | Royaume-Uni                  | Orica-Scott                  | + 3 min 2 s                  |
| 4e                           | Jan Polanc                   | Slovénie                     | UAE Emirates                 | + 3 min 43 s                 |
| 5e                           | Simone Petilli               | Italie                       | UAE Emirates                 | + 9 min 27 s                 |
| modifier                     |                              |                              |                              |                              |

### Classement aux points
| Classement par points | Classement par points | Classement par points | Classement par points         | Classement par points |
| Coureur               | Coureur               | Pays                  | Équipe                        | Points                |
| --------------------- | --------------------- | --------------------- | ----------------------------- | --------------------- |
| 1er                   | Fernando Gaviria      | Colombie              | Quick-Step Floors             | 191 pts               |
| 2e                    | Jasper Stuyven        | Belgique              | Trek-Segafredo                | 160 pts               |
| 3e                    | André Greipel         | Allemagne             | Lotto-Soudal                  | 129 pts               |
| 4e                    | Caleb Ewan            | Australie             | Orica-Scott                   | 100 pts               |
| 5e                    | Lukas Pöstlberger     | Autriche              | Bora-Hansgrohe                | 98 pts                |
| 6e                    | Daniel Teklehaimanot  | Érythrée              | Dimension Data                | 78 pts                |
| 7e                    | Kristian Sbaragli     | Italie                | Dimension Data                | 76 pts                |
| 8e                    | Silvan Dillier        | Suisse                | BMC Racing Team               | 68 pts                |
| 9e                    | Eugert Zhupa          | Albanie               | Wilier Triestina-Selle Italia | 60 pts                |
| 10e                   | Sam Bennett           | Irlande               | Bora-Hansgrohe                | 57 pts                |

### Classement du meilleur grimpeur
| Classement du meilleur grimpeur | Classement du meilleur grimpeur | Classement du meilleur grimpeur | Classement du meilleur grimpeur | Classement du meilleur grimpeur |
| ------------------------------- | ------------------------------- | ------------------------------- | ------------------------------- | ------------------------------- |
|                                 | Coureur                         | Pays                            | Équipe                          | Point(s)                        |
| 1er                             | Jan Polanc                      | Slovénie                        | UAE Emirates                    | 44 points                       |
| 2e                              | Omar Fraile                     | Espagne                         | Dimension Data                  | 44 pts                          |
| 3e                              | Nairo Quintana                  | Colombie                        | Movistar                        | 35 pts                          |
| 4e                              | Thibaut Pinot                   | France                          | FDJ                             | 27 pts                          |
| 5e                              | Daniel Teklehaimanot            | Érythrée                        | Dimension Data                  | 23 pts                          |
| modifier                        |                                 |                                 |                                 |                                 |

### Classements par équipes

#### Classement au temps
| Classement par équipes | Classement par équipes | Classement par équipes | Classement par équipes |
| Équipe                 | Équipe                 | Pays                   | Temps                  |
| ---------------------- | ---------------------- | ---------------------- | ---------------------- |
| 1re                    | Movistar Team          | Espagne                | 142 h 20 min 40 s      |
| 2e                     | Astana                 | Kazakhstan             | + 3 min 39 s           |
| 3e                     | UAE Team Emirates      | Émirats arabes unis    | + 9 min 42 s           |
| 4e                     | Cannondale-Drapac      | États-Unis             | + 20 min 05 s          |
| 5e                     | Bahrain-Merida         | Bahreïn                | + 21 min 25 s          |
| 6e                     | AG2R La Mondiale       | France                 | + 21 min 30 s          |
| 7e                     | FDJ                    | France                 | + 22 min 35 s          |
| 8e                     | Team Sunweb            | Allemagne              | + 25 min 17 s          |
| 9e                     | BMC Racing Team        | États-Unis             | + 33 min 09 s          |
| 10e                    | Trek-Segafredo         | États-Unis             | + 39 min 33 s          |

#### Classement aux points
| Classement par équipes aux points | Classement par équipes aux points | Classement par équipes aux points | Classement par équipes aux points |
| Équipe                            | Équipe                            | Pays                              | Points                            |
| --------------------------------- | --------------------------------- | --------------------------------- | --------------------------------- |
| 1re                               | Quick-Step Floors                 | Belgique                          | 265 pts                           |
| 2e                                | Dimension Data                    | Afrique du Sud                    | 218 pts                           |
| 3e                                | Trek-Segafredo                    | États-Unis                        | 203 pts                           |
| 4e                                | Bora-Hansgrohe                    | Allemagne                         | 197 pts                           |
| 5e                                | UAE Team Emirates                 | Émirats arabes unis               | 194 pts                           |
| 6e                                | Lotto-Soudal                      | Belgique                          | 140 pts                           |
| 7e                                | Team Sunweb                       | Allemagne                         | 139 pts                           |
| 8e                                | Orica-Scott                       | Australie                         | 138 pts                           |
| 9e                                | Movistar Team                     | Espagne                           | 136 pts                           |
| 10e                               | Bahrain-Merida                    | Bahreïn                           | 120 pts                           |

## Abandons
- 141 -  Nathan Haas (Dimension Data) : Abandon
- 194 -  Laurent Didier (Trek-Segafredo) : Abandon
- 196 -  Giacomo Nizzolo (Trek-Segafredo) : Non partant